# جنگ تجاری

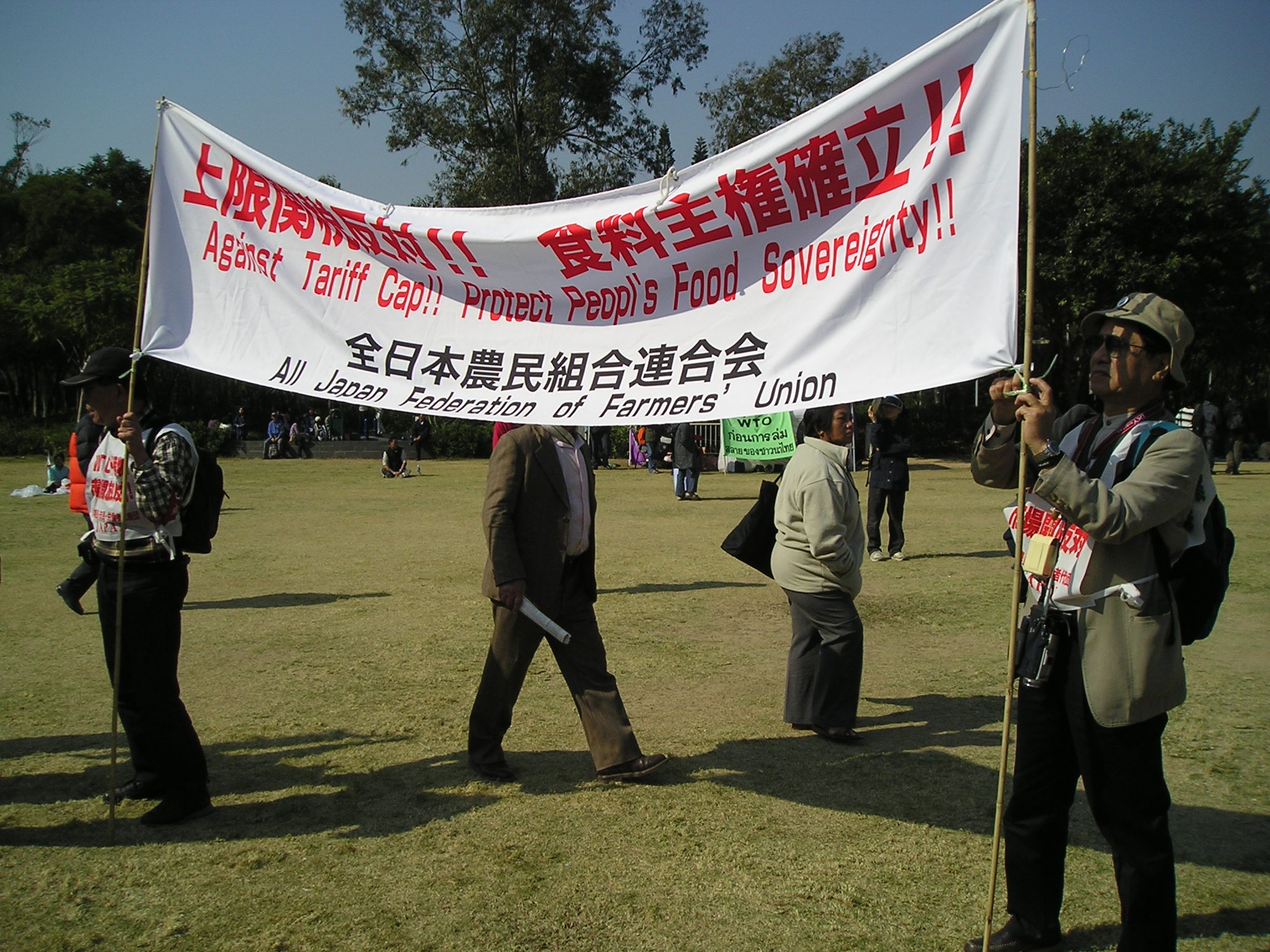
بنر کشاورزان ژاپنی در اعتراض به تعرفه‌ها

جنگ تجاری یک درگیری اقتصادی است که در اثر حمایت‌گرایی افراطی به وجود می‌آید، در این جنگ کشورها با وضع تعرفه یا سایر موانع تجاری در پاسخ به هم عمل می‌کنند.

## تاریخچه
جنگ تریاک نخست در پی بستن بندرها به روی بازرگانان بریتانیایی و محدود کردن آن‌ها در دوران چینگ و به دنبال آن گسیل نیروی دریایی بریتانیا شکل گرفت.
در پی جنگ تجاری آمریکا و چین (۲۰۱۸–اکنون) هان هوی، معاون وزیر خارجه چین گفت: «ما علیه جنگ تجاری هستیم، اما واهمه ای هم از آن نداریم. این طرز تحریک آشکار مناقشات تجاری در واقع تروریسم عریان اقتصادی، شوونیسم اقتصادی و قلدری اقتصادی است.» تعرفه‌های اخیر گمرکی آمریکا بیش از ۶ هزار محصول تولید چین را شامل می‌شود و اگر دو کشور در این زمینه به توافق نرسند این مالیات‌ها تا سال آینده میلادی ۲۵ درصد افزایش خواهد یافت. پس از آنکه آمریکا تعرفه‌ها را افزایش داد چین در پاسخ اعلام کرد تعرفه کالاهای مربوط به آشپزی، ورزشی، پیانو، لوازم آرایشی و اسباب بازی را که از آمریکا وارد می‌شوند افزایش خواهد داد.
اوایل تابستان ۲۰۱۸ دولت دونالد ترامپ بر فولاد وارداتی از اروپا، کانادا و مکزیک ۲۵ درصد و بر آلومینیوم وارداتی از آن کشورها ۱۰ درصد تعرفه گمرکی وضع کرد. اروپا نیز به این اقدام آمریکا واکنش نشان داد و بر کالاهای آمریکایی از جمله نوشیدنی‌ها، لباس‌های جین و موتورسیکلت به ارزش ۳٫۲ میلیارد دلار تعرفه اعمال کرد. مالمشتروم تأکید می‌کند تصمیم قاطع اروپا می‌تواند با تهدید ترامپ برای اعمال تعرفه برای خودروهای اروپایی نیز مقابله کند.
در سال ۲۰۱۹ قرار بود در صورت به توافق نرسیدن مذاکرات بین ایالات متحده و مکزیک، از صبح پس روز دوشنبه ابتدا ۵ درصد تعرفه بر کالاهای وارداتی از مکزیک وضع شود و در صورت ناراضی ماندن آمریکا از اقدامات مکزیک ماهانه ۵ درصد به این تعرفه‌ها اضافه شود تا در در پایان ۶ ماه سقف آن به ۲۵ درصد برسد. با این حال از آنجایی که مکزیک پذیرفت که «گام‌های بی‌سابقه‌ای» برای کنترل جریان حرکت مهاجران آمریکای مرکزی به سوی مرزهای ایالات متحده بردارد و به همین علت ترامپ تهدید خود مبنی بر وضع تعرفه بر کالاهای وارداتی از مکزیک را عملی نخواهد کرد. جنگ تجاری آمریکا و مکزیک که می‌توانست چالش جدیدی در وضعیت اقتصادی این کشور و سایر کشورها ایجاد کند، زودتر از پیش‌بینی‌ها با توافق دو کشور به پایان رسید. سیسیلیا مالمشتروم گفت تعرفه‌های اعلام شده از سوی آمریکا تا همین الان نیز تأثیرات اختلال آمیزی بر تجارت جهانی داشته‌است و می‌تواند تأثیرات بسیار نگران کننده ای بر اقتصاد جهانی داشته باشد.